# BRD - Groupe Société Générale
BRD - Groupe Société Générale es un banco rumano en el que el grupo financiero francés Société Générale mantiene una participación accionarial mayoritaria del 59,37%. Fue renombrado después de que SG comprara la Banca Română pentru Dezvoltare (Banco Rumano de Desarrollo) del estado rumano en 1999. En la actualidad es el segundo mayor banco de Rumania por activos (unos 8.700 millones €). Tiene más de 2,2 millones de clientes, más de 900 sucursales y recientemente ha trasladado su sede central a nuevo edificio de la Plaza de la Victoria en la parte norte de Bucarest, en uno de los edificios más altos del país.
BRD fue fundado en 1990 como banco comercial haciéndose cargo de los activos del antiguo Banco de Inversiones de Rumania.
Desde enero de 2010, el director general de BRD - Groupe Société Générale es Mr. Guy Poupet.